# Manuscrisul lui Arhimede

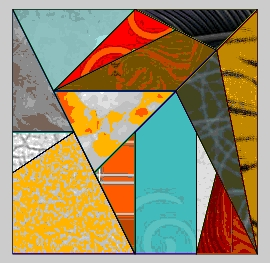
Stomachion este un joc logic din Manuscrisul lui Arhimede (prezentat după Suter dintr-o sursă diferită; această versiune necesită o alungire laterală cu factorul 2 pentru a fi în acord cu Manuscrisul)

Manuscrisul lui Arhimede este un manuscris pe pergament sub forma de codex. Acesta a fost inițial o copie a unei alte lucrări necunoscute ale lui Arhimede din Siracuza și a altor autori, fiind rescrisă cu un text religios.
Arhimede a trăit în secolul al 3-lea î.Hr, dar copia este o lucrare făcută în secolul al 10-lea d.Hr. de un scrib anonim. În secolul al 12-lea codexul original al lui Arhimede a fost dezlegat, răzuit și spălat, împreună cu alte șase manuscrise pe pergament, incluzând și una din lucrările lui Hypereides. Apoi aceste pergamente au fost îndoite pe jumătate și refolosite pentru un text liturgic creștin de 177 de pagini, astfel încât o foaie veche a fost împărțită în două foi noi de carte liturgică. Răzuirea nu a fost completă, iar manuscrisul lui Arhimede poate fi citit acum după lucrările științifice și academice din 1998-2008, obținute prin procesarea imaginilor manuscrisului cu raze ultraviolete, infraroșii, vizibile și raze-X.
În 1906 manuscrisul a fost sumar inspectat de filologul danez Johan Ludvig Heiberg. Cu ajutorul unor fotografii alb-negru pe care le-a luat, el a publicat o transcriere a textului lui Arhimede. La scurt timp textul din greacă a fost tradus în engleză de T.L. Heath. Înainte de descoperirea lui, manuscrisul nu era cunoscut printre matematicieni, fizicieni sau istorici.
Manuscrisul conține:
- "Echilibrul Planelor"
- "Linii Spirale"
- "Măsurarea Cercului"
- "Despre Sferă și Cilindru"
- "Despre Plutirea Corpurilor" (singura copie cunoscută, în greacă)
- "Metoda Teoremelor Mecanice" (singura copie cunoscută)
- "Stomachion" (singura copie cunoscută)

Manuscrisul mai conține cuvântările politicianului Hypereides, care a trăit în secolul al 4-lea d.Hr, comentariile lui Alexandru din Aphrodisias aspura Categoriilor lui Aristotel, precum și alte lucrări..

## Conținutul matematic
Cea mai remarcabilă lucrare din cele de mai sus este Metoda Teoremelor Mecanicii, iar manuscrisul conține singura copie cunoscută.
În operele sale, Arhimede demonstrează de multe ori egalitatea a două arii sau a două volume folosind metoda epuizării a lui Eudoxus, metodă folosită în Grecia antică, similară cu metoda modernă de trecere la limită. Deoarece grecii erau conștienți că unele numere erau iraționale, notația lor pentru numere reale era cantitatea Q aproximată prin două secvențe, una dând limita superioară, iar cealaltă limita inferioară. Dacă se găseau două secvențe S și I, cu S > Q și I < Q, și dacă cele două secvențe se apropiau mai mult decât orice valoarea specificată anterior, atunci Q se găsea, sau epuiza, între S și I.
Arhimede a folosit de multe ori metoda epuizării pentru a-și demonstra teoremele. Acest lucru implica aproximarea figurilor a căror arie trebuia calculată în secțiuni a căror arie era cunoscută, furnizând astfel limita superioară și inferioară a figurii. Astfel el dovedea că cele două limite deveneau egale când subdiviziunile deveneau arbitrar de mici. Aceste dovezi, considerate încă riguroase și corecte, rareori foloseau geometria cu rezultate precise. Mai târziu, scriitorii l-au criticat adesea pe Arhimede pentru că nu a explicat cum a ajuns la aceste rezultate. Aceste explicații sunt conținute în lucrarea Metoda Teoremelor Mecanicii.
Metoda pe care o descrie Arhimede se baza pe investigațiile lui din fizică în ceea ce privește centrul maselor și legea pârghiilor. El compara aria sau volumul unei figuri, căreia îi cunoștea masa și centrul de greutate, cu aria sau volumul unei figuri despre care nu știa nimic. Împărțea cele două figuri în foarte multe părți mici, apoi cântărea pe o pârghie fiecare parte a unei figuri cu cea corespunzătoare celei de a doua. Punctul esențial este acela că cele două figuri sunt orientate diferit, astfel încât părțile corespunzătoare se află la distanțe diferite de punctul de sprijin, iar condiția de echilbru a părților nu este aceeași cu condiția de egalitate a lor.
Odată ce arăta că fiecare parte a unei figuri echilibra fiecare parte a celeilalte figuri, concluziona că cele două figuri se echilibrau una pe alta. Dar centrul de masă al unei figuri fiind cunoscut, întreaga masă putea fi plasată în centrul ei și rămânea în echilibru. A doua figură avea masa necunoscută, dar poziția centrului ei de greutate putea fi aflată prin obținerea echilibrului față de punctul de sprijin, ceea ce permitea calculul masei totale a celei de a doua figuri. Arhimede considera metoda ca folositoare euristic, dar întotdeauna a făcut-o ca să dovedească rezultatele obținute prin metoda epuizării, deoarece metoda nu furniza nici limita inferioară și nici pe cea superioară.
Folosind această metodă, Arhimede a fost capabil să rezolve multe probleme care la ora actuală sunt rezolvate prin calcul integral, dat în forma sa modernă în secolul al 17-lea de Isaac Newton și Gottfried Leibniz. Printre problemele pe care Arhimede le-a rezolvat a fost cea a calculului centrului de greutate al unei emisfere solide, centrul de greutate al unui trunchi al unui paraboloid circular și aria unei zone a parabolei limitată de parabolă și o dreaptă secantă a ei (vezi tratatul Metoda Teoremelor Mecanicii).
Când a demonstrat riguros teoremele Arhimede a folosit ceea ce azi numim suma lui Riemman. În tratatul Despre Sferă și Cilindru el a dat limita superioară și inferioară pentru suprafața sferei prin tăierea sferei în secțiuni de lungimi egale. Asfel a limitat aria fiecărei secțiuni prin aria unui con înscris și unul circumscris, dovedind că au arie mai mică și respectiv mai mare. Apoi a făcut suma ariile conurilor, care sunt sume de tip Riemman pentru zona din sferă considerată ca suprafață de revoluție.
Există două diferențe esențiale între metoda folosită de Arhimede și ce din secolul XIX:
1. Arhimede nu știa nimic despre diferențiabilitate, deci nu putea calcula nici o integrală, decât acelea date prin considerarea centrului de greutate, adică prin simetrie. Deși avea noțiunea de liniaritate, pentru a găsi volumul unei sfere el a echilibrat două figuri în același timp; dar nu a înțeles nici schimbarea de variabile, nici integrarea prin părți.
2. Când calcula sumele aproximative, el impunea anumite constrângeri pentru ca sumele să stabilească cu precizie limita inferioară și superioară. Acest lucru a fost necesar deoarece grecii antici nu aveau metode algebrice cu care puteau stabili dacă eroare era mică sau nu.

O problemă rezolvată exclusiv în lucrarea Metoda Teoremelor Mecanicii este calculul volumului unei pene cilindrice, rezultat care reapare ca teorema XVII (schema XIX), în lucrarea lui Kepler Stereometria.
Câteva pagini din tratatul Metoda Teoremelor Mecanicii au rămas nefolosite de autorul manuscrisului și astfel ele sunt pierdute. Între ele, există un rezultat care dă volumul intersecției a doi cilindri, o figură pe care Tom M. Apostol și Mamikon Mnatsakanian de la Institutul de Tehnologia din California au redenumit-o globul lui Arhimede cu n = 4 (iar jumătatea lui cupola lui Arhimede cu n = 4), al cărui volum se referă la piramida n-poligonală.
În timpul lui Johan Heiberg, a fost acordată o mai mare atenție folosirii strălucite a calculului infinitezimal de către Arhimede, pentru a soluționa problemele referitoare la arii, volume și centre de greutate, și mai puțină atenție a fost acordată jocului logic Stomachion, o problemă tratată în manuscris care pare a fi un joc de copii. Reviel Netz de la Universitatea Stanford a argumentat că Arhimede discută despre numărul de moduri în care se poate rezolva problema, adică de a pune piesele la locul lor în pătrat. Nu au fost identificate piese având această formă; nu s-au găsit regulile de plasament al lor; dacă este permisă sau nu întoarcerea pieselor cu fața în jos, existând dubii asupra figurii. Figura prezentată aici de Netz, este una propusă de Suter dintr-o traducere a unui text arab în care egalul și de două ori sunt ușor de confundat. De asemenea Suter a făcut cel puțin o greșală topologică într-un punct crucial, egalând lungimea unei laturi cu diagonala, caz în care figura nu mai poate fi pătrat. Dar, deoarece diagonalele unui pătrat se intersectează în unghi drept, prezența triunghiurilor dreptunghice face ca prima propoziție din Stomachion să rezulte imediat. Mai exact, prima propoziție asamblează o figură constând din două pătrate alăturate (ca într-un Tangram). O reconsiderare a figurii lui Suter cu figura din Codex a fost publicată de Richard Dixon Oldham, în revista Nature din martie 1926, ceea ce a creat o manie Stomachion în acel an.
Combinatorica modernă a dezvăluit că numărul de moduri în care piesele lui Suter pot fi asamblate pentru a se obține un pătrat este de 17152. Numărul este mult mai mic – 64 – dacă nu este permisă întoarcerea pieselor cu fața în jos. Unghiurile ascuție ale figurii lui Suter fac dificilă asamblarea, în timp ce jocul poate fi incomod dacă piesele cu puncte ascuțite sunt întoarse cu fața în jos. Pentru figura din Codex există trei moduri de a grupa piesele; ca două pătrate alăturate lateral; ca două pătrate unul deasupra celuilalt; sau ca un singur pătrat cu latura radical din doi. Dar cheia acestor grupări este formarea de triunghiuri isoscele drepte, așa cum, luându-l în considerație Meno al lui Plato, Socrate a obținut copilul sclav, susținând cunoașterea prin amintire, și aici recunoașterea modelului din memorie pare a fi mult mai pertinent decât numărul de soluții. Figura din Codex poate fi considerată ca o extensie a argumentului lui Socrate într-o grilă pătrată de șapte pe șapte, sugerând o construcție cu un număr de diametre care să dea o aproximare rațională a numărului radical din doi, iar starea fragmentată a manuscrisului lasă multe dubii. Dar cu siguranță se adaugă misterului dacă Arhimede a folosit prioritar figura lui Suter față de figura din Codex. Totuși, dacă Netz are dreptate, acest lucru este cea mai sofisticată lucrare de combinatorică din Grecia antică.

## Istoria modernă

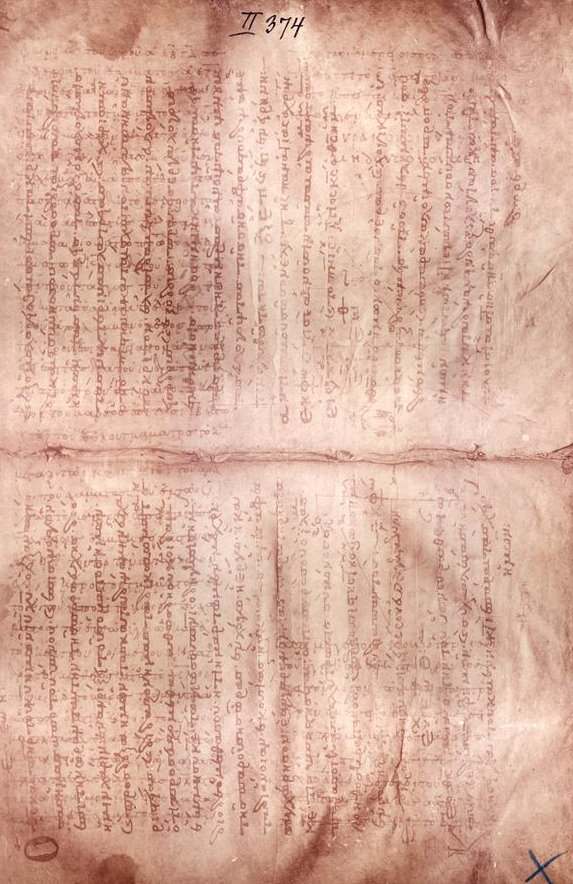
O pagină tipică din manuscrisul lui Arhimede. Textul preotului apare de sus în jos. Textul original apare dedesupt, mai slab,de la stânga la dreapta.

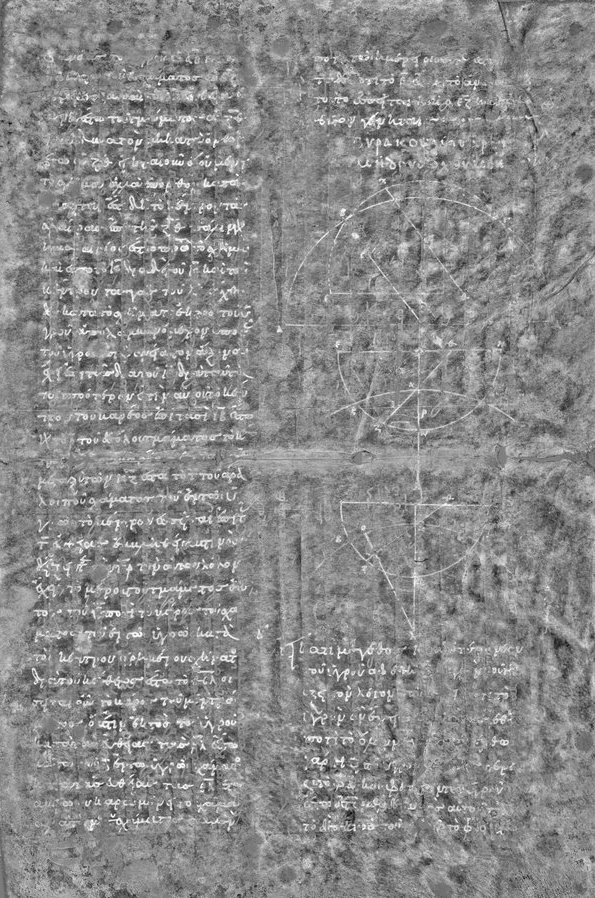
După imaginea unei pagini din manuscris, textul original al lui Arhimede apare mai clar.

Savantul Biblic Constantine Tischendorf a vizitat Constantinopolul în 1840, și intrigat de textul matematic grec vizibil din manuscris, a adus o pagină din el acasă. (Această pagină se află acum la Librăria Universității din Cambridge). Cel care și-a dat seama că este un text al lui Arhimede a fost Johan Heiberg, atunci când a studiat manuscrisul la Constantinopole în 1906, manuscris care conținea lucrări considerate pierdute. Heiberg a făcut fotografii după care a realizat traducerea publicată între 1910 și 1915, cu operele complete ale lui Arhimede. Nu se știe cum manuscrisul a fost adus ulterior în Franța.
Din 1920, manuscrisul a stat la Paris într-un apartament necunoscut al unui colecționar de manuscrise și la moștenitorul acestuia. În 1998 dreptul de proprietate al manuscrisului a fost în disput la curtea federală din New York între Patriarhia Ortodoxă Greacă din Ierusalim și Casa de Licitație Christie Inc. Cu mult timp în urmă, manuscrisul lui Arhimede a stat în librăria mânăstirii Mar Saba, de lângă Ierusalim, mânăstire înapoiată Patriarhiei în 1625, iar reclamantul a susținut că manuscrisul a fost furat din mânăstire în anul 1920. Judecătorul Kimba Wood a decis în favoarea Casei de Licitație Christie din nepăsare, iar manuscrisul a fost cumpărat de un anonim pentru suma de 2 milioane de dolari. Simon Finch, cel care l-a reprezentat pe cumpărător, a spus că a fost un cumpărător privat american, care lucrează în industria high-tech, dar nu este Bill Gate.  (Revista germană Der Spiegel a raportat că cel care l-a cumpărat a fost probalil Jeff Bezos.)
La Muzeul de Artă Walters din Baltimore, Maryland, manuscrisul a fost subiectul unei cercetări extensive din 1999 până în 2008, precum și de conservare, datorită mucegaiului. Cercetările au fost conduse de Dr. Will Noel, curator al manuscriselor de la Muzeul de Artă Walters și coordonate de Michael B. Toth de la R.B. Toth Associates, împreună cu Dr. Abigail Quandt care a realizat conservarea manuscrisului.
O echipă de specialiști în prelucrarea imaginilor, care a inclus pe Dr. Roger Easton de la [[Institutul de Tehnologie Rochester, Dr. Bill Christens-Barry de la Equipoise Imaging și Dr. Keith Knox de la Boeing LTS, au folosit calculatorul pentru procesarea digitală a imaginilor în benzi spectrale diferite, inclusiv lumina vizibilă și cea ultravioletă, pentru a descoperi textele care stau la baza manuscrisului. După ce au scanat și au procesat digital întregul manuscris în trei benzi spectrale până în 2006, în 2007 au reprocesat imaginile manuscrisului în 12 benzi spectrale plus scanarea cu: UV: 365 nanometri; Lumină vizibila cu lungimea de undă de: 445, 470, 505, 530, 570, 617 și 625 nm; Infraroșu: 700, 735 și 870 nm; și lumină înclinată de: 910 and 470 nm. De asemenea au procesat imaginile digitale ale originalului lui Heiberg. Dr. Reviel Netz de la Universitatea Stanford și Nigel Wilson au produs o copie a textului, completând lacunele descrierii lui Heiberg cu aceste imagini. Toate imaginile sunt ținute pe website-ul http://archimedespalimpsest.net/
După 1938, un proprietar al manuscrisului a falsificat patru imagini religioase bizantine în efortul de a-i crește valoarea. Se pare că acest lucru a făcut ca textul de bază să fie ilizibil pentru totdeauna. Totuși în mai 2005, Drs. Uwe Bergman și Bob Morton au folosit raze X pentru descifrarea părților textului de 174 de pagini care nu fuseseră încă dezvăluite. Lumina sincrotronă se creează atunci când electronii călătoresc cu viteză apropiată de cea a luminii mișcându-se pe o curbă în jurul inelului de stocare și emițând raze X pe lungimi infraroșii. Fascicolul de lumină rezultat are caracteristici care îl fac ideal pentru descoperirea arhitecturii complicate a obiectelor, în acest caz, lucrarea ascunsă a unuia din părinții tuturor științelor.
În aprilie 2007, s-a anunțat că un nou text a fost găsit în manuscris, text care este un comentariu al lucrării lui Aristotel atribuit lui Alexander din Aphrodisias. Dr. Will Noel a spus într-un interviu: Începi să te gândești că manuscrisul este aur și apoi că este absolut uimitor. Dar apoi ceva și mai grozav se întâmplă. S-a referit, desigur, la descoperirea anterioară a texului lui Hypereides, un politician atenian din secolul al 4-lea î.Hr, aflat tot în manuscris. Este vorba de discursul Împotriva lui Diondas, publicat în 2008 în revista științifică Zeitschrift für Papyrologie und Epigraphik, vol. 165, devenind primul text nou din manuscris publicat într-o revistă științifică.
Transcrierea cărții a fost codificată digital cu ajutorul liniilor directoare din Text Encoding Initiative, precum și catalogarea imaginilor bazată pe elementele Dublin Core Metadata. Catalogarea datelor a fost coordonată de Dr. Doug Emery de la Emery IT.
Pe 29 octombrie 2008 (aniversând 10 ani de la cumpărarea manuscrisului la licitație), toate datele, inclusiv imaginile și transcrierile au fost stocate pe Digital Palimpsest Web Page, pentru liberă folosință sub licența Creative Commons, iar imaginile procesate ale manuscrisului au fost stocate pe Google Book.